# Juniperus bermudiana
Juniperus bermudiana (яловець бермудський) — вид хвойних рослин родини кипарисові.

## Поширення, екологія
Ендемік Бермудських островів. Росте в мілких, вапняних ґрунтах на схилах, вздовж боліт і узбережжя. Плоди дозрівають у вересні та жовтні.

## Морфологія
Дерево до 15 м заввишки. Кора тонка, відлущується смугами. Лускоподібні листки зелені, у довжину приблизно 1 мм, кінчики від тупих до гострих. Насіннєві шишки темно-сині з нальотом, від майже кулястих до ниркоподібних, 4–5 мм завдовжки, 6–8 мм завширшки, 1–2(3) насіння у шишці.

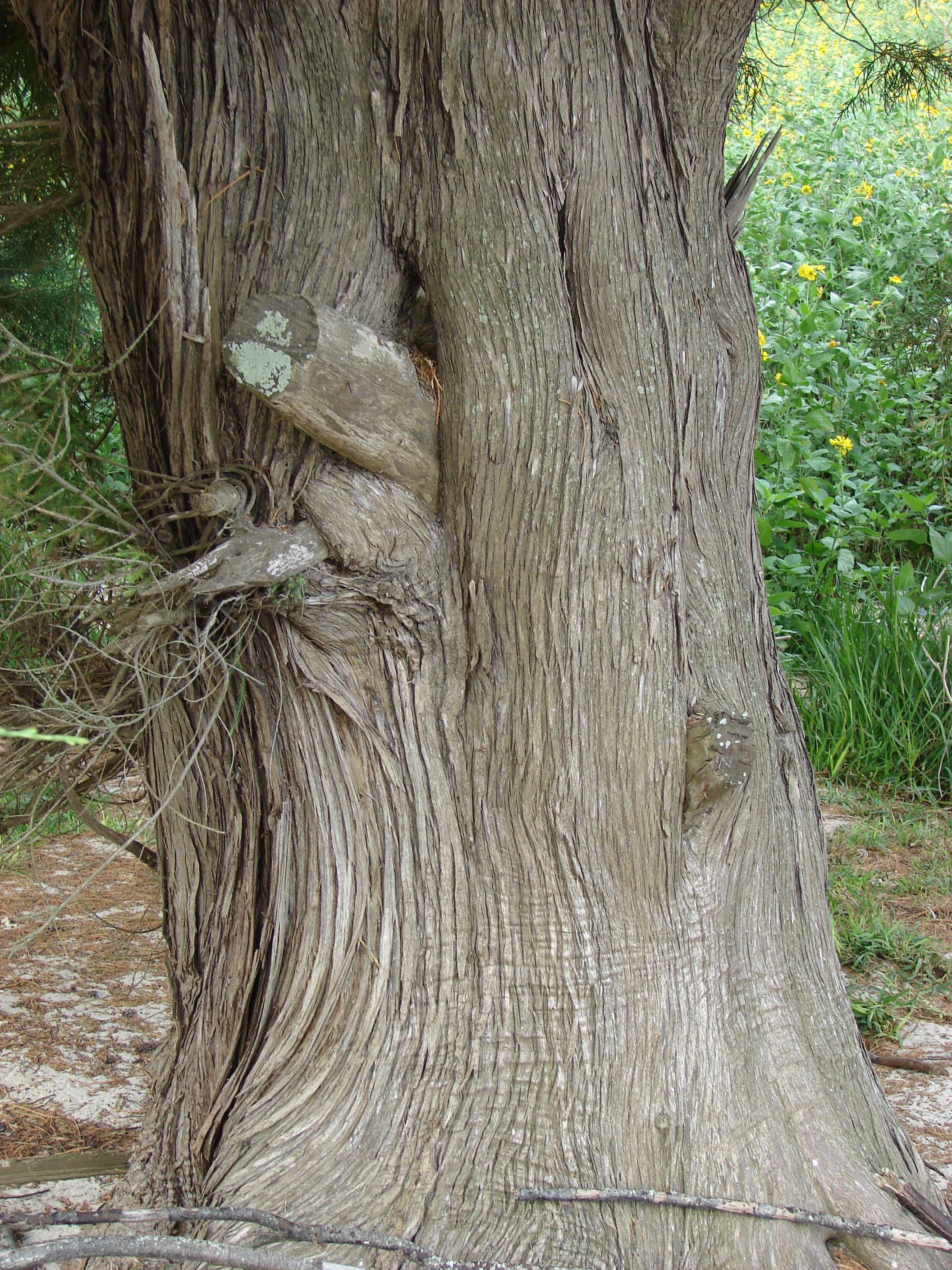
Кора
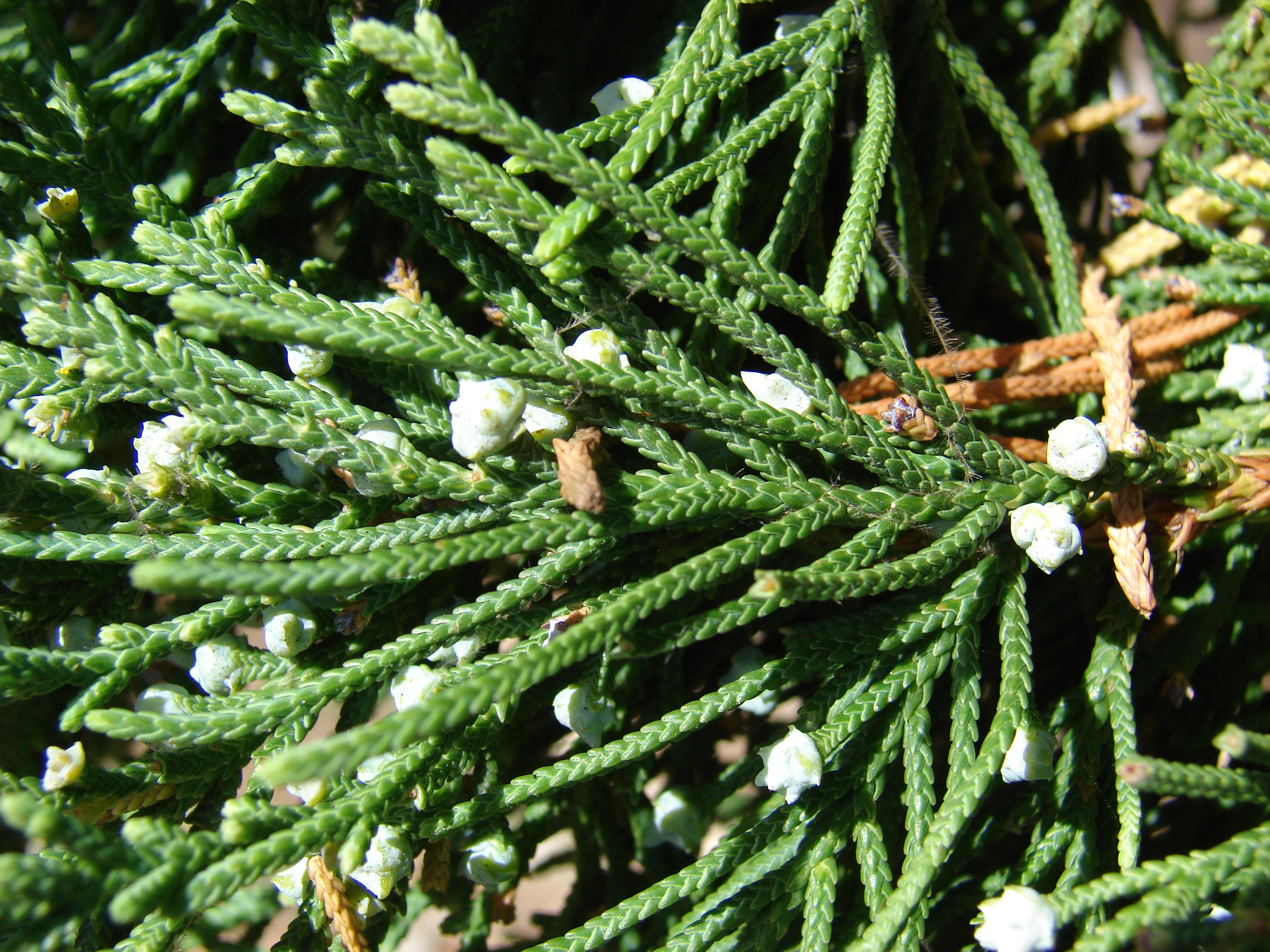
Листя і жіночі шишки
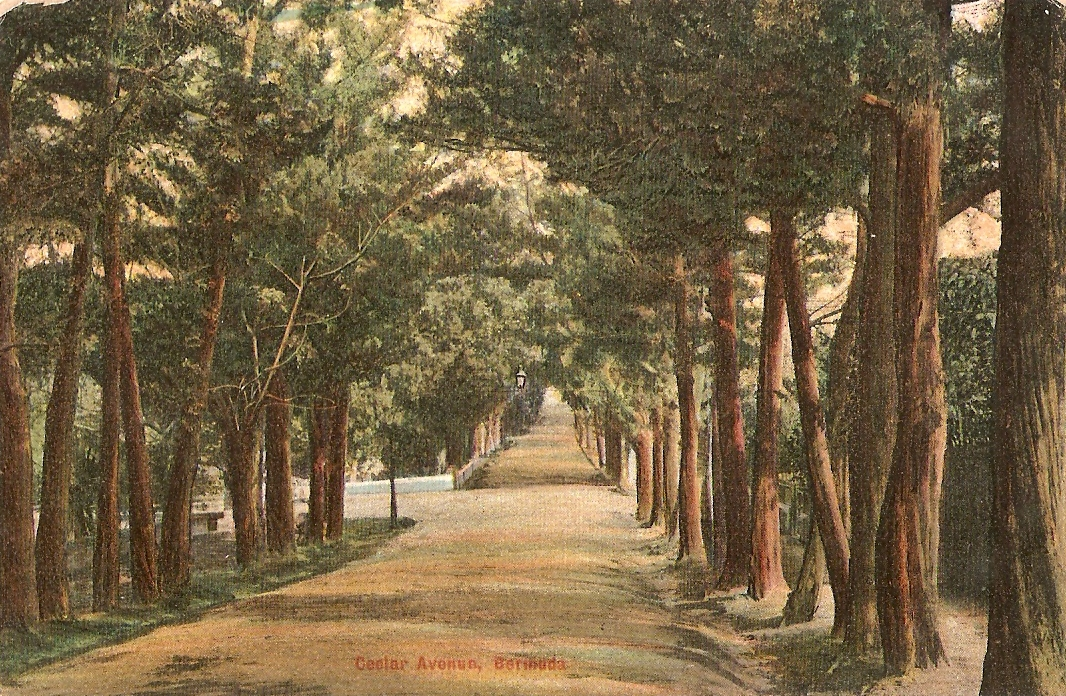
Малюнок на поштовій листівці

## Використання
Історично широко використовувався для будівництва будинків і аж до близько 1900 — у суднобудуванні. Використовується у виробництві меблів, трун, стовпів, коробок та ін. Деревина також експортується. Нині цей ялівець широко не використовується, окрім як у ролі декоративного дерева. Мертві дерева все ще збирають для деревини і вони мають дуже велику цінність. Живі дерева, як правило, у повазі і їм дають спокій.

## Загрози та охорона
Цей ялівець у минулому піддався нищівній експлуатації з боку людини. Значними загрозами є ураження з боку введених комах, а також гібридизація з імпортними видами ялівцю. J. bermudiana був введений на Острів Святої Єлени. Завдяки хімічному контролю й програмі відновлення, J. bermudiana вдалося відновити до приблизно 10% від його колишньої щільності населення в керованих парках та садах.